# Eagles
Eagles er et amerikansk rockband, der blev dannet i Los Angeles i 1971 af Glenn Frey, Don Henley, Bernie Leadon og Randy Meisner. Med fem nummer-et hits, herunder sangen Hotel California, seks Grammy Awards, fem American Music Awards, seks nummer-et albums var Eagles en af de meste succesrige musikgrupper i 1970'erne. Ved udgangen af 1900-tallet var deres to albums Their Greatest Hits (1971–1975) og Hotel California rangeret blandt de 20 bedst sælgende albums i USA ifølge Recording Industry Association of America. Hotel California rangerede som nummer 37 på Rolling Stone's liste over "The 500 Greatest Albums of All Time" og bandet blev placeret som nummer 75 på bladets liste over de hundrede største kunstere nogensinde i 2004.
Eagles har solgt over 150 millioner albums og er dermed et af verdens bedst sælgende bands nogensinde. Heraf er 100 millioner solgt i USA, inklusive 42 millioner eksemplarer af deres Their Greatest Hits (1971–1975) og 32 millioner eksemplarer af Hotel California. "Their Greatest Hits (1971–1975)" var det bedst sælgende album i 1900-tallet i USA. De er det femte bedst sælgende band og bedst sælgende amerikanske i USAs historie.
Eagles udgav deres selvbetitlede debutalbum i 1972, som gav dem de tre top 40 singler: "Take It Easy", "Witchy Woman" og "Peaceful Easy Feeling". Deres næste album, Desperado (1973), var mindre succesrigt end det første, og nåede kun #41 på hitlisterne. Ingen af singlerne nåede ind i top 40. Albummet indeholdt dog to af gruppens mest populære numre: "Desperado" og "Tequila Sunrise". De udgav On the Border i 1974, hvor Don Felder kom med halvvejs gennem indspilningerne. Albummet gav dem to top 40 singler: "Already Gone" og deres første #1 hit "Best of My Love".
Det var først i 1975 med udgivelsen af One of These Nights at Eagles blev et af de definitivt største navne i USA. Albummet indeholdt tre top 10 singler:: "One of These Nights", "Lyin' Eyes" og "Take It to the Limit", hvoraf førstnævnte nåede #1. Det fortsatte deres succes og nåede toppen af deres kommercielle succes i 1976 med udgivelsen af Hotel California, som solgte mere end 16 millioner eksemplarer i USA alene, og mere end 32 millioner eksemplarer på verdensplan. Albummet gav dem to #1-singler: "New Kid in Town" og "Hotel California". De udgav deres sidste studiealbum i næsten 28 år i 1979 med The Long Run, som kastede tre top 10 singler af sig; "Heartache Tonight", "The Long Run" og "I Can't Tell You Why", hvoraf førstesinglen toppede hitlisterne.
I juli måned 1980 gik gruppen i opløsning, men blev gendannet i 1994 med udgivelsen af albummet Hell Freezes Over, der var et mix af live-optagelser og nye numre. Albumtitlen henviser til et interview, hvor Don Henley blev spurgt om gruppen ville blive samlet igen, hvortil han svarede: "Yeah – when hell freezes over" . De har turneret med mellemrum siden da og blev introduceret i Rock and Roll Hall of Fame i 1998. I 2007 udkom Long Road Out of Eden, der var gruppens første studiealbum i 28 år, og deres sjette nummer-et album. Året efter lancerede de Long Road Out of Eden Tour for at støtte albummet. I 2013 begyndte de på den omfattende History of Eagles Tour i forbindelse med udgivelsen af dokumentarfilmen, History of Eagles.

## Diskografi
- Eagles #22 US (1972)
- Desperado #41 US, #39 UK (1973)
- On the Border #17 US, #28 UK (1974)
- One of These Nights #1 US, #8 UK (1975)
- Hotel California #1 US, #2 UK (1976)
- The Long Run #1 US, #4 UK (1979)
- Eagles Live '80 (1980)
- Hell Freezes Over (1994)
- Long Road Out Of Eden (2007)